# Equació vis-viva
En astrodinàmica l'equació vis-viva és una de les equacions que modela el moviment dels cossos que segueixen una òrbita kepleriana. Aquesta equació és el resultat directe de la llei de la conservació de l'energia, que diu que la suma de l'energia cinètica i l'energia potencial és constant en tots els punts de l'òrbita.
El nom que rep l'equació ve del concepte obsolet vis viva ("força viva" en llatí).

## Equació
Per qualsevol òrbita kepleriana (el·líptica, parabòlica, hiperbòlica o radial), l'equació vis-viva és la següent:
{\displaystyle v^{2}=GM\left({{2 \over {r}}-{1 \over {a}}}\right)}
on:
- v és la velocitat relativa dels dos cossos
- r és la distància entre els dos cossos
- a és el semieix major (a > 0 per les el·lipses, a = ∞ o 1/a = 0 per les  paràboles, i a < 0 per les hipèrboles)
- G és la constant de gravitació universal
- M és la massa del cos central

GM és el paràmetre gravitacional estàndard, també representat amb la lletra grega μ.

## Obtenció de l'equació
En l'equació vis-viva, es considera negligible la massa del cos orbitant en comparació la massa del cos central. En cas específic d'una òrbita el·líptica o circular, l'equació es pot obtenir fàcilment de la conservació de l'energia i el moment.
L'energia específica total ha de ser constant durant l'òrbita. Per tant, utilitzant els subíndexs a i p per diferenciar l'apoapsi i el periapsi respectivament,
{\displaystyle \epsilon ={\frac {v_{a}^{2}}{2}}-{\frac {GM}{r_{a}}}={\frac {v_{p}^{2}}{2}}-{\frac {GM}{r_{p}}}}
Reorganitzant-ho,
{\displaystyle {\frac {v_{a}^{2}}{2}}-{\frac {v_{p}^{2}}{2}}={\frac {GM}{r_{a}}}-{\frac {GM}{r_{p}}}}
En una òrbita el·líptica o circular els vectors velocitat i posició són perpendiculars en el periapsi i l'apoapsi, de manera que la conservació del moment angular implica {\displaystyle h=r_{p}v_{p}=r_{a}v_{a}={\text{const}}}. Per tant, {\displaystyle v_{p}={\frac {r_{a}}{r_{p}}}v_{a}} i
{\displaystyle {\frac {1}{2}}\left(1-{\frac {r_{a}^{2}}{r_{p}^{2}}}\right)v_{a}^{2}={\frac {GM}{r_{a}}}-{\frac {GM}{r_{p}}}}
{\displaystyle {\frac {1}{2}}\left({\frac {r_{p}^{2}-r_{a}^{2}}{r_{p}^{2}}}\right)v_{a}^{2}={\frac {GM}{r_{a}}}-{\frac {GM}{r_{p}}}}
Aïllant l'energia cinètica al apoapsi i simplificant,
{\displaystyle {\frac {1}{2}}v_{a}^{2}=\left({\frac {GM}{r_{a}}}-{\frac {GM}{r_{p}}}\right)\left({\frac {r_{p}^{2}}{r_{p}^{2}-r_{a}^{2}}}\right)}
{\displaystyle {\frac {1}{2}}v_{a}^{2}=GM\left({\frac {r_{p}-r_{a}}{r_{a}r_{p}}}\right)\left({\frac {r_{p}^{2}}{r_{p}^{2}-r_{a}^{2}}}\right)}
{\displaystyle {\frac {1}{2}}v_{a}^{2}=GM\left({\frac {r_{p}}{r_{a}(r_{p}+r_{a})}}\right)}
A partir de la geometria de l'el·lipse, {\displaystyle 2a=r_{p}+r_{a}} (on a és el semieix major). Per tant,
{\displaystyle {\frac {1}{2}}v_{a}^{2}=GM\left({\frac {2a-r_{a}}{r_{a}(2a)}}\right)}
Substituint això a la nostra equació de l'energia orbital específica,
{\displaystyle \epsilon ={\frac {v_{a}^{2}}{2}}-{\frac {GM}{r_{a}}}=GM\left({\frac {2a-r_{a}}{2ar_{a}}}\right)-{\frac {GM}{r_{a}}}}
{\displaystyle \epsilon =GM\left({\frac {2a-r_{a}}{2ar_{a}}}-{\frac {1}{r_{a}}}\right)=-{\frac {GM}{2a}}}
Per tant, com que {\displaystyle \epsilon =-{\frac {GM}{2a}}}, s'obté l'equació vis-viva:
{\displaystyle {\frac {v^{2}}{2}}-{\frac {GM}{r}}=-{\frac {GM}{2a}}}
o bé,
{\displaystyle v^{2}=GM\left({\frac {2}{r}}-{\frac {1}{a}}\right)}.